# Śpiąca królewna

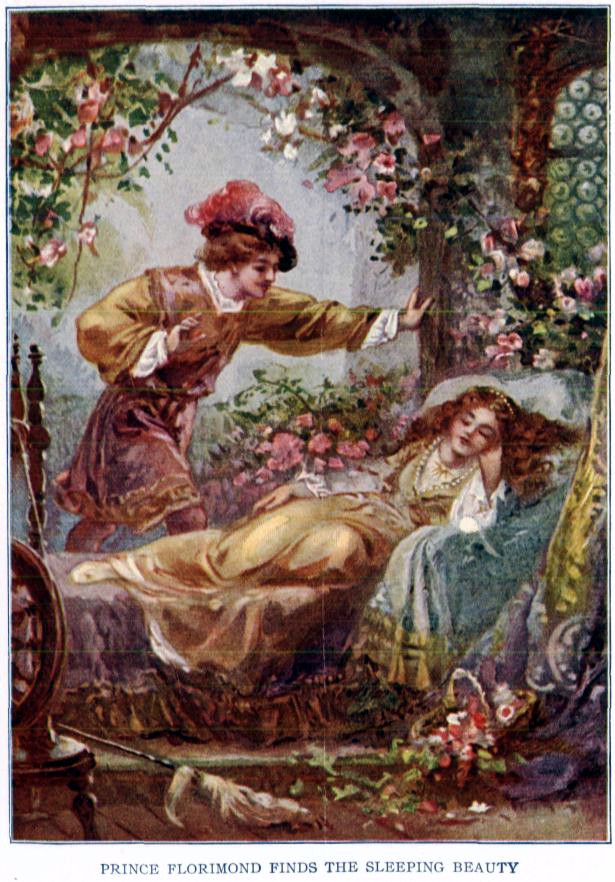
Ilustracja do baśni

Śpiąca królewna (fr. La Belle au bois dormant) – baśń o kontrowersyjnym pochodzeniu. Pierwsza jej wersja przypisywana jest Charles’owi Perraultowi, który opublikował ją w zbiorze Histoires ou contes du temps passé w 1697 roku. Wersja Charles’a Perraulta wykazuje analogie do włoskiej baśni autorstwa Giambattisty Basilego opublikowanej w 1634 pod tytułem Sole, Luna e Talia, w zbiorze Lo cunto de li cunti overo lo trattenemiento de peccerille.

## Inspiracje i spór o autorstwo
Charles Perrault mógł inspirować się zamkiem Ussé nad Loarą, w którym gościł go markiz Louis Bernin de Valentinay. Zamek w Ussé podobno stał się wzorem dla zamku śpiącej królewny, gdyż otoczony był wówczas trudnymi do przebycia lasami. Obecnie w zamkowym muzeum znajduje się stała wystawa figur woskowych w kilku komnatach, odtwarzająca treść baśni.
Baśń o śpiącej królewnie istnieje też w wersji braci Grimm, którzy spisali przekazywaną ustnie wersję opowieści literackiej pierwotnie opublikowanej przez Perraulta. Opublikowali ją w swoim zbiorze baśni w 1812 roku (tom 1, nr 50).
Istnieje także polska wersja baśni pt. Księżniczka głogu, którą napisał Władysław Ludwik Anczyc (1823-1883).
Baśń miała pochodzić od jednej z czterech bajarek, które choć mieszkały w Hesji i nosiły po mężach i ojcach niemieckie nazwiska, to z pochodzenia miały być częściowo Francuzkami – z grupy hugenotów, wygnanych w XVII wieku z Francji, którzy osiedlili się w Niemczech. One też miały według zwolenników francuskiej genezy baśni, opowiedzieć Grimmom baśnie Perraulta o Czerwonym Kapturku, czy Kopciuszku.
Grimowie uznawali jednak, że Perrault użył kilku oryginalnych baśni pochodzących z niemieckiej tradycji ustnej, którą połączył z motywami właściwymi dla kultury Francji. Zdaniem Braci, element francuski dotyczy głównie drugiej połowy. 

## Treść według Charles’a Perraulta

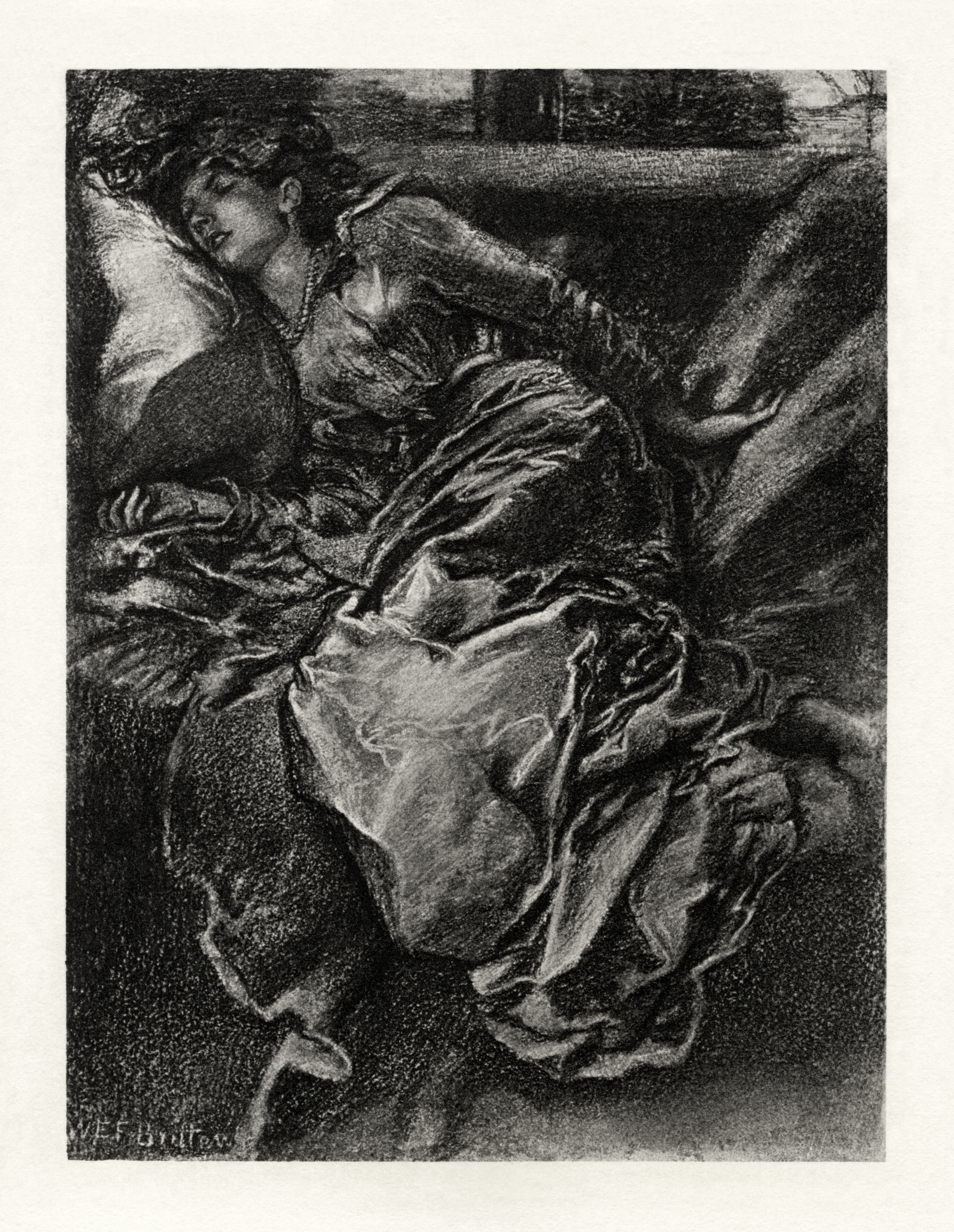
Ilustracja do "Sleeping Beauty" Alfreda Tennysona autorstwa W. E. F. Britten

Baśń w wersji Charles’a Perraulta składa się w oryginale z dwóch części. Druga część jest mniej znana, gdyż w większości wydań dla dzieci jest pomijana, prawdopodobnie ze względu na swoją drastyczność. Nie występuje także w wersji braci Grimm.
Baśń rozpoczyna się od narodzin długo wyczekiwanej córki. Na chrzciny zaproszono siedem wróżek i dla każdej zrobiono złote nakrycie. W trakcie przyjęcia nieoczekiwanie zjawiła się ósma wróżka, która przez zapomnienie nie została zaproszona; nie było też dla niej specjalnego nakrycia. Sześć z zaproszonych wróżek obdarowało królewnę urodą, inteligencją, wdziękiem oraz talentem do tańca, śpiewu i gry na instrumentach, natomiast urażona ósma wróżka zapowiedziała, że królewna ukłuje się wrzecionem i umrze. Siódma z zaproszonych wróżek, która nie złożyła jeszcze swojego daru, oświadczyła, że choć nie może cofnąć klątwy swojej siostry, może ją nieco złagodzić. Królewna nie umrze, ale zaśnie na sto lat. Po tym okresie obudzi ją ze snu piękny książę.
Król, chcąc zapobiec spełnieniu się klątwy, wydał rozkaz, by zniszczono wszystkie wrzeciona w kraju. Tymczasem królewna urosła. Pewnego dnia pod nieobecność rodziców zapuściła się na szczyt wieży i spotkała tam przędącą staruszkę, która nie słyszała o królewskim zakazie. Zaciekawiona królewna podeszła bliżej i postanowiła sama spróbować prząść, ale chwyciła wrzeciono tak niezdarnie, ze ukłuła się w palec i padła nieprzytomna na ziemię. Choć staruszka wezwała natychmiast pomoc, królewna się nie ocknęła.
Król polecił położyć córkę w łóżku w najpiękniejszej komnacie w pałacu. Wkrótce potem przybyła dobra wróżka i uśpiła wszystkich w zamku, by mogli wraz z królewną obudzić się po stu latach. Jedynie król i królowa ze smutkiem opuścili zamek, wokół którego szybko wyrosła gęstwina krzewów i drzew, tak że nikt nie mógł przejść.
Po stu latach w okolicy zawitał książę, a gdy usłyszał opowieść o uśpionej księżniczce, postanowił ją uratować. Zarośla rozstąpiły się przed nim, tak że bez przeszkód przedostał się do zamku. Wędrując po komnatach pełnych uśpionych dworzan, znalazł królewnę i upadł przy niej na kolana. Królewna obudziła się i wkrótce odbyły się ich zaślubiny.
Królewicz przez jakiś czas ukrywał, że się ożenił, obawiał się bowiem matki, która pochodziła z rodu potworów-ludożerców (fr. ogres). Dopiero gdy przejął władzę po śmierci ojca, sprowadził na zamek żonę wraz z dwojgiem urodzonych w międzyczasie dzieci. Wkrótce jednak wyjechał na wojnę, pozostawiając rodzinę pod opieką matki. Stara królowa wysłała synową i wnuki do wiejskiej posiadłości w lesie i tam wydała polecenie majordomowi, by przygotował z nich pieczeń. Majordom, chcąc ratować dzieci, zamiast nich przygotował dla królowej jagnię i koźlątko, a zamiast królewny - mięso łani. Wkrótce jednak ludożerczyni odkryła podstęp i chcąc się zemścić, przygotowała kadź pełną żmij. Zamierzała wrzucić tam księżniczkę, jej dzieci i majordoma. Niespodziewanie jednak zjawił się młody król, a jego matka sama rzuciła się do przygotowanej wanny.
Baśń kończy się wierszowanym morałem, w którym narrator wątpi, by jakakolwiek współczesna kobieta mogła przez sto lat czekać na męża. Stwierdza, że małżeństwo zawarte w późniejszym wieku też może być szczęśliwe, ale nie sądzi, by ktokolwiek jego rady posłuchał.

## Treść według braci Grimm

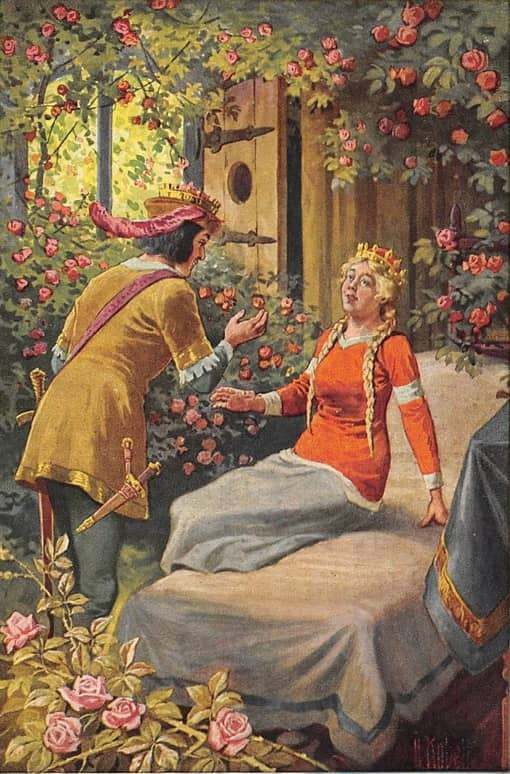
Otto Kubel (1868 – 1951)

Królowa podczas kąpieli spotkała żabę, która przepowiedziała jej narodziny córki. Gdy dziewczynka przyszła na świat, król zaprosił na przyjęcie dwanaście mądrych niewiast, które obdarowały ją cnotą, urodą, bogactwem i innymi cudownymi darami. Zanim odezwała się dwunasta z nich, niespodziewanie zjawiła się jeszcze jedna niewiasta, której król nie zaprosił, ponieważ miał za mało złotych talerzy. W zemście za doznaną obrazę zapowiedziała, że królewna w piętnastym roku życia ukłuje się wrzecionem i umrze. Dwunasta niewiasta, która nie zdążyła jeszcze złożyć daru, złagodziła klątwę i oświadczyła, że królewna tylko zaśnie na sto lat.
Aby zapobiec spełnieniu się klątwy, król rozkazał zniszczyć wszystkie wrzeciona w kraju. Tymczasem królewna dorosła. W dniu piętnastych urodzin, pod nieobecność rodziców, zapuściła się na szczyt wieży i spotkała tam przędącą staruszkę. Z ciekawości dotknęła wrzeciona, ukłuła się i zapadła w sen. To samo spotkało w tej chwili wszystkich obecnych w zamku, łącznie z królem i królową, którzy wrócili właśnie do domu. Wokół wyrósł wysoki kolczasty żywopłot.
Po kraju zaczęły krążyć legendy o uśpionej królewnie. Wielu książąt próbowało się do niej dostać, ale ginęli wśród cierni. Po stu latach zjawił się kolejny królewicz, który poznawszy historię księżniczki, postanowił ją zobaczyć. Zarośla zmieniły się przed nim w piękne kwiaty i rozstąpiły się, tak że bez przeszkód dotarł do zamku. Wędrując po komnatach pełnych uśpionych ludzi, znalazł królewnę i pocałował ją. Obudziła się wtedy, a wraz z nią cały zamek. Wkrótce odbyło się wesele.

## Dzieła oparte na baśni

### Filmy i seriale
- Śpiąca królewna (Sleeping Beauty) – film Disneya z 1959 roku
- Festiwal bajek (Śpiąca królewna – odcinek 14) – amerykański serial animowany (1972-1973)
- Baśnie braci Grimm (Śpiąca królewna – odcinek 18, seria 1) – japoński serial animowany (1987-1988)
- Skarbczyk najpiękniejszych bajek (Śpiąca królewna – odcinek 11) – japoński serial animowany z 1995 roku
- Śpiąca królewna (Sleeping Beauty) – amerykańsko-japoński film animowany z 1995 roku
- Baśnie Braci Grimm: Simsala Grimm (Śpiąca królewna – odcinek 22, seria 2) – niemiecki serial animowany z 1999 roku
- Śpiąca królewna (Dornröschen) – niemiecki film z 2008 roku
- Śpiąca królewna (Dornröschen) – niemiecki film z 2009 roku
- Dawno, dawno temu (Once Upon a Time) – serial od 2011 roku.
- Czarownica (Maleficent) – film wytwórni Disney Pictures z 2014 roku

### Inne
- Śpiąca królewna (Спящая красавица) – balet Piotra Czajkowskiego
- Śpiąca królewna – polska bajka muzyczna